# 它會帶你走
《它會帶你走》（英語：It Takes You Away）是英國科幻電視劇《異世奇人》系列11的第9集，是整個劇集的第285個故事，於2018年12月2日在英國廣播公司第一台首播。本集由艾德·希姆編劇，傑米·蔡爾茲執導。
第十三任博士（朱迪·惠特克飾）和同伴格雷姆·奧布萊恩（布拉德利·沃爾什飾）、瑞恩·辛克萊（托辛·科爾飾）以及婭斯敏·坎（曼迪·吉爾飾）來到2018年的挪威，他們幫助一名盲女尋找失蹤的鰥夫父親。
本集在英國播出當晚的收視人數為507萬，總收視人數為642萬，獲得了正面好評。

## 故事梗概
博士和同伴來到2018年的挪威，塔迪斯停在了一個小木屋附近。他們在屋中遇到了盲女漢娜，得知她的父親埃里克在母親特雷娜去世之後失蹤，木屋外每天都能聽到野獸出沒，漢娜不能出去找尋父親。博士和同伴在房間裡發現一面沒有反射的鏡子，這是一扇通往「負區」的門戶。負區是在任何時空結構被威脅之處，宇宙自己產生的東西，它就像一個緩沖區把危險困住。博士、格雷姆和婭斯敏進門尋找埃里克，留下瑞恩看護漢娜。漢娜擺脫了瑞恩也隨後進入門後。
博士、格雷姆和婭斯敏發現置身於負區之中，遇到了名叫七胃綬獸的生物，一個性情狡黠的外星人。綬獸試圖騙取博士的音速起子，並設計肉蛾攻擊眾人。肉蛾會將肉從骨頭上剝下來。博士看穿了它的計劃，綬獸最終被肉蛾攻擊致死。他們從另外一扇門逃出負區進入另一個平行宇宙，在這裡遇到了埃里克和已經去世的特雷娜。同時，格雷姆也發現了已經去世的妻子格蕾絲·奧布萊恩。博士發覺這一切都是「孤間」在幕後策劃，它是一個感性的與真實宇宙不相容的理論和規則。漢娜也隨後來到這個平行宇宙，她意識到此處的特雷娜不是真的。博士說服孤間放出了眾人，只留下她自己。此時，博士進入到一個純白空間之中，孤間化身為一隻會說話的青蛙。博士向它解釋自己不能留下，需要在門戶關閉之前穿過負區回到真實宇宙。埃里克和女兒漢娜回到奥斯陆，博士和同伴們乘坐塔迪斯離開挪威。

### 前後銜接
本集中，婭斯敏建議博士「變換中子流的極性」，這是在經典系列中第三任博士的常用短語。

## 發行與反響
| 綜合得分         | 綜合得分 |
| 來源             | 評分     |
| ---------------- | -------- |
| 爛番茄（平均分） | 7.7      |
| 爛番茄（新鮮度） | 100%     |
| 評論得分         |          |
| 來源             | 評分     |
| 《娛樂周刊》     | B        |
| 《每日鏡報》     | [ 4 ]    |
| 《Metro》        | [ 5 ]    |
| 《紐約 (雜誌)》  | [ 6 ]    |
| 《廣播時報》     | [ 7 ]    |
| 《影音俱樂部》   | A-       |
| 《每日電訊報》   | [ 9 ]    |
| 《獨立報》       | [ 10 ]   |
| 《TV Fanatic》   | [ 11 ]   |

### 收視
《它會帶你走》在英國播出當晚收視人數為507萬，收視份額為25.1%，位列當晚收視第5位，整周的當晚收視率在所有頻道排名第27。總收視人數為642萬，一周排名第22，本集的欣賞指數為80分。

### 評價
本集在爛番茄網站上獲得了100%的新鮮度，平均得分7.7/10（19位劇評人）。

## 資料來源
1. ↑  . 廣播時報. 2018年12月2日  [2018年12月26日]. （原始内容存档于2018-12-04） （美国英语）.
2. 1 2 3  . 爛番茄. 2018年12月26日  [2018年12月26日]. （原始内容存档于2018-12-14） （美国英语）.
3. ↑  Coggan, Devan. . 娛樂周刊. 2018年12月2日  [2018年12月26日]. （原始内容存档于2018-12-03） （美国英语）.
4. ↑  Knight, Lewis. . 每日鏡報. 2018年12月2日  [2018年12月26日] （英语）.
5. ↑  Pearce, Tilly. . Metro. 2018年12月2日  [2018年12月26日]. （原始内容存档于2018-12-03） （英语）.
6. ↑  Ruediger, Ross. . 紐約 (雜誌). 2018年12月3日  [2018年12月26日]. （原始内容存档于2018-12-04） （英语）.
7. ↑  Mulkern, Patrick. . 廣播時報. 2018年12月3日  [2018年12月26日]. （原始内容存档于2018-12-03） （英语）.
8. ↑  Siede, Caroline. . 影音俱樂部. 2018年12月3日  [2018年12月26日]. （原始内容存档于2018-12-03） （英语）.
9. ↑  Hogan, Michael. . 每日電訊報. 2018年12月3日  [2018年12月26日]. （原始内容存档于2018-12-26） （英语）.
10. ↑  Power, Ed. . 獨立報. 2018年12月3日  [2018年12月26日]. （原始内容存档于2018-12-06） （英语）.
11. ↑  Keng, Diana. . TV Fanatic. 2018年12月3日  [2018年12月26日]. （原始内容存档于2018-12-03） （英语）.
12. ↑  Marcus. . Doctor Who News. 2018年12月3日  [2018年12月26日]. （原始内容存档于2018-12-03） （英语）.
13. ↑  Marcus. . Doctor Who News. 2018年12月11日  [2018年12月12日]. （原始内容存档于2018-12-14） （英语）.

## 外部連結
- "它會帶你走" 在 BBC《異世奇人》的主頁
- TARDIS Data Core上的相关条目： 《它會帶你走》
- 互联网电影数据库上它會帶你走的资料（英文）